# Lamontichthys llanero
Lamontichthys llanero (ламонтіхтис рівнинний) — вид риб з роду Lamontichthys родини Лорікарієві ряду сомоподібні. Використовують для утримання в акваріумах.

## Опис
Загальна довжина сягає 20,2 см. Голова широка, трикутної форми, морда дещо сплощена. Очі середнього розміру. Рот вузький. Тулуб видовжений, вкритий кістковими пластинками. Спинний плавець дуже високий, з вкрай короткою основою, з 1 довгим та широким жорстким променем. Грудні плавці помірно широкі. Жировий плавець відсутній. Хвостове стебло тонесеньке. Хвостовий плавець витягнутий, майже повністю розрізаний, верхня й нижня лопаті нитчасті, верхня довша за нижню.
Забарвлення сталево-сіре, перед спинним плавцем блідо-жовта пляма. На грудних плавцях розташовано буруваті широкі плямочки.

## Спосіб життя
Воліє до м'якої та кислої води. Зустрічається в лісових дрібних водоймах з каламутною водою та піщано-скелястим дном. Значну частину дня проводить лежачі на якісь корчі або ґрунті. Активний уночі. Живиться водоростевими обростаннями, інколи — дрібними безхребетними.

## Розповсюдження
Мешкає у річках Оріноко та Гуанаре-В'єхо.